# Puigsabró
El Puigsabró és una muntanya de 504 metres que es troba al municipi de Les Masies de Roda, a la comarca d'Osona.
Al cim s'hi pot trobar un vèrtex geodèsic (referència 292097001).